# Abelharuco-de-garganta-branca
O Abelharuco-de-garganta-branca (Merops albicollis) é um pássaro (passeriforme) da família dos abelharucos (Meropidae). Produz em semi-deserto ao longo da borda sul do Saara, na África. O abelharuco-de-garganta-branca é migratória, passando o inverno em um habitat completamente diferente nas florestas equatoriais da África do sul do Senegal a Uganda.
Esta espécie, assim como outros abelharucos, é um pássaro colorido e delgado. É predominantemente verde, mas a sua face e garganta são brancas com listras da cabeça até o pescoço. A parte inferior é verde pálido sombreado a azul no peito. Os olhos são castanhos e o bico é preto.
O abelharuco-de-garganta-branca pode alcançar um comprimento de 19–21 cm, com excepção das duas penas da cauda muito alongada central, que pode exceder um comprimento adicional de 12 cm. Eles pesam entre 20 e 28 gramas. Os sexos são difíceis de ser extinguido.
O abelharuco-de-garganta-branca é uma ave que se reproduz no país de areia seca aberta, arbustos espinhosos, tais e quase deserto. Estes abelharucos são gregários, nidificação colonial em bancos de areia ou abrir áreas planas. Eles fazem um túnel de 1–2 m de tempo relativamente longo em que o esférico 6-7 ovos brancos são colocados. Tanto o macho como a fêmea cuidam dos ovos, mas até cinco ajudantes também ajudar a cuidar dos jovens.
O abelharuco-de-garganta-branca também alimentar e alojar-se comunitariamente.
Disseminada e comum em toda a sua gama de grandes dimensões, o abelharuco-de-garganta-branca é avaliado como preocupante na Lista Vermelha da IUCN de espécie ameaçada.

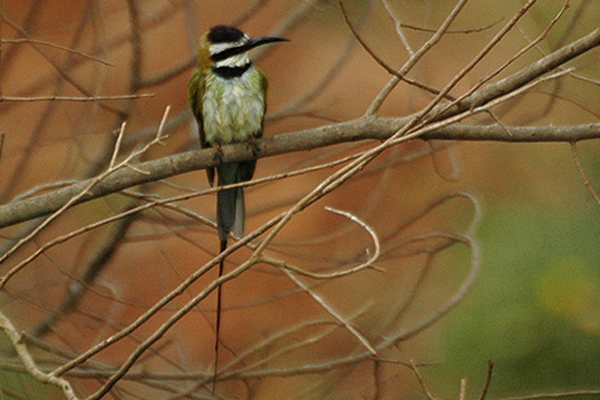
Um abelharuco em Uganda.